# Verrucola (Fivizzano)
Verrucola è una frazione del comune di Fivizzano, in provincia di Massa-Carrara.

## Geografia
Verrucola è situata nella valle del torrente Mommio, nella regione storica della Lunigiana. Sorge ad 1,5 km ad est del centro di Fivizzano.

## Storia

### Etimologia
Il toponimo, che deriva dal latino verrucola, diminutivo di verruca, è adoperato per indicare formazioni geomorfologiche prominenti: il borgo sorge infatti su un piccolo colle. Viene citata la prima volta nel 1077 quando l'imperatore Enrico IV di Franconia la assegna agli Estensi. Durante il Medioevo il borgo è associato alla famiglia dei Bosi, che detiene il dominio dell'insediamento. Strutture difensive vengono documentate a Verrucola de' Bosi già alle soglie del XII secolo. Nel 1104 un atto notarile è rogato in caminata domini Bosonis: si pensa faccia riferimento ad una casa-torre, forse collegata ad un castrum citato in un documento del 1148, anno in cui in una bolla di Papa Innocenzo III c'è riferimento alla ecclesiam S. Margarite de castro Verucula.

### Storia medievale
Importante centro feudale, sarà per alcuni secoli conteso tra i marchesi Malaspina e la Repubblica di Lucca: la Fortezza della Verrucola assicurava un certo predominio sui percorsi viari transappenninici della Lunigiana orientale. Notevole impulso allo sviluppo del borgo si ha sotto il marchese Spinetta Malaspina, tra XIII e XIV secolo: dopo avere perso e conquistato più volte questo lembo della Lunigiana, morto il suo nemico Castruccio Castracani, dà avvio alla costruzione di un imponente castello e a mura che proteggono Verrucola. La cinta muraria, ampliata a più riprese, viene realizzata tramite blocchi di arenaria squadrata. A nord viene realizzata la porta detta di Signano, risalente al XIV secolo e a sud la porta detta del ponte, probabilmente del secolo successivo.
Nel 1478 il marchese Spinetta II lascia il suo feudo per testamento alla Repubblica Fiorentina, che pone il governatore a Fivizzano, dando così avvio alla prosperità di quel borgo a scapito di Verrucola.

## Monumenti e luoghi d'interesse
- Fortezza della Verrucola
- Chiesa di Santa Margherita (Fivizzano)

## Infrastrutture e trasporti
Verrucola è attraversata dalla SS 63, la principale arteria di comunicazione della Lunigiana orientale che unisce questa parte della Toscana con l'Appennino reggiano e la pianura Padana.